# 크세니야 판텔레예바
크세니야 헨나디이우나 판텔레예바(우크라이나어: Ксе́нія Генна́діївнаа Пантелє́єва, 1994년 5월 11일~)는 우크라이나의 펜싱 선수로 주 종목은 에페이다. 2012년 하계 올림픽의 여자 에페 개인전과 단체전에 출전하였으나, 개인전은 32강에서 패하였고, 단체전은 8위를 기록하였다.
판텔레예바는 르비우 주립 체육 대학교를 졸업했다.